# Hydriastele vitiensis
Hydriastele vitiensis là loài thực vật có hoa thuộc họ Arecaceae. Loài này được W.J.Baker & Loo mô tả khoa học đầu tiên năm 2004.